# Олив, Лес
Ро́берт Ле́сли О́лив (англ. Robert Leslie Olive; 27 апреля 1928, Солфорд — 20 мая 2006, там же), более известный как Лес Олив (англ. Les Olive) — английский футбольный администратор. Более 30 лет проработал в должности секретаря футбольного клуба «Манчестер Юнайтед».

## Карьера
Уроженец Солфорда, Лес с 14 лет начал работать в футбольном клубе «Манчестер Юнайтед» на административно-хозяйственных должностях. После окончания Второй мировой войны «Манчестер Юнайтед» проводил домашние матчи на стадионе «Мейн Роуд», который принадлежал «Манчестер Сити», так как домашний стадион «Юнайтед», «Олд Траффорд», был сильно повреждён после бомбардировки города немецкой авиацией. Лес работал на «Мейн Роуд» в качестве смотрителя стадиона на играх резервистов, открывая и закрывая турникеты, обеспечивая работу судей и так далее. В 1949 году, когда «Юнайтед» вернулся на отремонтированный «Олд Траффорд», Лес продолжил административную работу, но помимо этого начал тренироваться с молодёжным составом «Манчестер Юнайтед». Он играл за юношеские и за резервную команду «Манчестер Юнайтед» на всех позициях, кроме крайнего левого нападающего, чаще всего в обороне.
По ходу сезона 1952/53, в апреле, когда из-за травм или болезни были недоступны все три вратаря основного состава «Юнайтед» (Редж Аллен, Рэй Вуд и Джек Кромптон), Мэтт Басби принял неожиданное решение о включении в состав на матч не имевшего опыта игры в основном составе Леса Олива в качестве вратаря. 11 апреля 1953 года Лес сыграл свой первый матч в профессиональной карьере, выйдя во вратарской форме на игру Первого дивизиона против «Ньюкасл Юнайтед» на «Сент-Джеймс Парк». На 18-й минуте он пропустил гол от Бобби Митчелла, однако благодаря дублю Томми Тейлора «Манчестер Юнайтед» одержал победу со счётом 2:1. В том матче также дебютировал Деннис Вайоллет, впоследствии ставший одним из ведущих голеадоров клуба. Неделю спустя Лес вновь встал в воротах «Юнайтед» на матч чемпионата против «Вест Бромвич Альбион», эта встреча завершилась со счётом 2:2. Эти два матча стали единственными в его профессиональной карьере футболиста.
С 1953 года Лес работал ассистентом клубного секретаря «Манчестер Юнайтед» Уолтера Крикмера. В феврале 1958 года в мюнхенской авиакатастрофе погибли 23 человека, включая восьмерых футболистов Манчестер Юнайтед и начальника Леса Олива, Уолтера Крикмера. Узнав о трагедии, 29-летний Олив объявил о завершении карьеры игрока, став секретарём клуба вместо погибшего Крикмера. Именно Лес вместе со своей женой Бетти сообщали семьям погибших в авиакатастрофе трагические новости, а также занимались организацией похорон.
Лес работал клубным секретарём до 1988 года, после чего вошёл в совет директоров клуба.

## Личная жизнь
Лес был женат, его жену звали Бетти. У них родилась одна дочь, Сьюзан. Помимо футбольной деятельности, он был старейшиной и казначеем в центральной реформаторской церкви Солфорда.

## Смерть
Лес Олив умер 20 мая 2006 года от рака простаты. Узнав о его смерти, сэр Алекс Фергюсон сказал: «Не могу представить себе более порядочного человека».